# ريتشارد جونز (سياسي)
ريتشارد جونز (بالإنجليزية: Richard Jones)‏ هو سياسي أسترالي، ولد في 16 فبراير 1940 في المملكة المتحدة. حزبياً، نشط في الديمقراطيون الأستراليون.